# كرايغ كوكس
كرايغ كوكس (بالإنجليزية: Craig Coxe)‏ هو لاعب هوكي جليد أمريكي، ولد في 21 يناير 1964 في تشولا فيستا في الولايات المتحدة.

## وصلات خارجية
- كرايغ كوكس على موقع دوري الهوكي الوطني (الإنجليزية)
- كرايغ كوكس على موقع قاعة مشاهير الهوكي (لاعب أن.إتش.أل) (الإنجليزية)
- كرايغ كوكس على موقع EliteProspects.com (الإنجليزية)
- كرايغ كوكس على موقع HockeyDB.com (الإنجليزية)
- كرايغ كوكس على موقع Hockey-Reference.com (الإنجليزية)